# Vilém Dlabola
Vilém Dlabola (ur. 28 października 1865 we Vrchlabí, zm. 9 marca 1937 w Chvalkovicach) – czeski przemysłowiec, polityk i mecenas.

## Życiorys
Urodził się 28 października 1865 w Vrchlabí. Był synem majstra fabrycznego, który wędrował po Czechach i dostał prawdziwą szkołę życia tak jak jego ojciec.
Od wczesnej młodości pracował w podkarkonoskim przemyśle włókienniczym i już w wieku 25 lat zajmował kierowniczą pozycję, do czego przyczyniły się jego pracowitość, sumienność, energia i miłość do pracy.
W 1892 r. wyprowadził się z Chvalkovic ostatni dworski administrator miejscowego bielnika Hönig. Bielnik wynajął Vilém Dlabola, który przybył z miejscowości Háje koło Semil.
Biznes zaczął z zaledwie dwudziestu pracownikami, ale już trzy lata później kupił cały bielnik za 17 000 złotych. Następnie z maszynami zakupionymi w Berlinie rozpoczął działalność w wielkim stylu. Firma prosperowała. Przybył magiel i fabryka stała się największym bielnikem oraz oczyszczalnią towarów bawełnianych w Austro-Węgrzech. Przed I wojną światową miała fabryka już trzystu pracowników i pracowała na dwie zmiany. Wreszcie nadszedł czas na wypróbowanie zakupionej nowej innowacji technicznej - ciężarówki. Dlabola następnie został mianowany wówczas najmłodszym radcą handlowym i stał się członkiem założycielem Czeskiego Stowarzyszenia Przemysłu Włókienniczego. W 1924 r. w jego fabryce było zatrudnionych 127 mężczyzn i 76 kobiet.
Oprócz swojej działalności został wybitną osobowością nie tylko miejscowego życia publicznego i społecznego. Był np. przewodniczącym lokalnej organizacji Czechosłowackiej Narodowej Demokracji. O jego osiągnięciach świadczy fakt, że został wybrany w 1924 r. burmistrzem Chvalkovic, z których kosztem własnym zbudował nowoczesną gminę. Następnie kupił staw oraz lasy wokół fabryki. Wiosną 1926 r. kupił jeszcze za 40 tysięcy koron w znacznym stopniu zrujnowany zamek z ogrodem. Całość przeszła gruntowną oraz kosztowną rekonstrukcję. W tym samym roku wystąpił z projektem wodociągu dla całej okolicy, w tym miasta Jaroměř.
Dwa lata później został ponownie wybrany na burmistrza Chvalkovic (otrzymał 11 głosów z 15). Jego znaczenie ciągle rosło. 19 sierpnia 1929 odwiedził jego fabrykę minister handlu Ladislav Novák. W 1931 r. został przez niego na Czarnym Potoku wybudowany nowy basen publiczny, dokąd dojeżdżali ludzie z całego powiatu. Trzy lata później został jednogłośnie wybrany na przewodniczącego Stowarzyszenia Czechosłowackich Przemysłowców Wyrobów Włókienniczych. Zmarł 9 marca 1937 w Chvalkovicach.